# Young Global Leaders
Het Forum van Young Global Leaders werd eind 2004 opgericht in nauwe samenwerking met het World Economic Forum als een netwerk van leidende figuren in de economie, technologie en communicatie en internationale samenwerking. De organisatie stelt zich ten doel belangrijke mondiale problemen aan te pakken ten behoeve van een betere toekomst. De eerste groep van 237 jonge leiders werd geïnstalleerd op 11 januari 2005, gekozen uit 8000 genomineerden, en omvatte leden uit 69 verschillende landen: 72 uit Europa, 62 uit Noord-Amerika, 49 uit Azië, 19 uit het Midden-Oosten en Noord-Afrika, 18 uit Afrika beneden de Sahara en 17 uit Latijns-Amerika. De leeftijdsgrens voor lidmaatschap is gesteld op 40 jaar. Uit België is onder meer voormalig vicepremier Vincent Van Quickenborne vertegenwoordigd. Behalve wetenschappers en zakenmensen is het aantal leden uit koninklijke huizen opmerkelijk hoog: zo maken leden van de vorstenhuizen van Denemarken, Zweden en Noorwegen deel uit van de groep; uit Nederland zijn vertegenwoordigd: kroonprins Willem-Alexander, prinses Mabel van Oranje en Jaime de Bourbon de Parme en uit België Mathilde d'Udekem d'Acoz.
Het bureau van het forum is gevestigd in Genève en de bestuursvoorzitter (Chairman van de Foundation Board) is Klaus Schwab, die ook het World Economic Forum heeft opgericht.
Nominaties worden beoordeeld door een selectiecomité bestaande uit leiders van de mondiale media onder voorzitterschap van koningin Rania van Jordanië.
De groep is verdeeld in een aantal Task Forces, mid-2007 zijn dat:
- Gezondheid
- Milieu
- Onderwijs
- Mondiaal bestuur en veiligheid
- Ontwikkeling en armoede[3]

Inmiddels is een flink aantal Nederlanders en Belgen lid van de groep, te vinden op de ledenlijst. In 2007 kreeg Wikipedia-oprichter Jimmy Wales een prijs van de groep.
De groep houdt minstens eenmaal per jaar een algemene conferentie.

## Bekende leden en alumni

### Politiek
- Jacinda Ardern
- Alexander De Croo
- Emmanuel Macron
- Ivanka Trump
- Sanna Marin
- Carlos Alvarado Quesada

### Zakelijk
- Mark Zuckerberg
- Jimmy Wales
- Peter Thiel